# Mladen Crnobrnja
Mladen Crnobrnja (Zagreb, 1. svibnja 1939. – Zagreb, 27. siječnja 2000.) je bio hrvatski kazališni, televizijski i filmski glumac.

## Filmografija

### Televizijske uloge
- "Sindrom Halla" kao Stjepan Čohaš (u arhivskoj snimci izgubljenog filma Zvonce za mrtvace) (2017.)
- "Tražim srodnu dušu" kao Gecov radnik (1990.)
- "Ptice nebeske" kao Feliks (1989.)
- "Smogovci" kao mađioničar (1986.)
- "Putovanje u Vučjak" kao Marica (1986.)
- "Ne daj se, Floki" kao tata (1985.)
- "Anno domini 1573" (1979.)
- "Punom parom" kao pomoćnik redatelja (1978.)
- "Nikola Tesla" kao mehaničar (1977.)
- "U registraturi" (1974.)
- "Prosjaci i sinovi" kao Antiša (1972.)
- "Kuda idu divlje svinje" kao Plik (1971.)
- "Mejaši" kao krčmar Gombek (1970.)
- "Sumorna jesen" kao domobran (1969.)
- "Čupavko" kao robot (1968.)

### Filmske uloge
- "Tri muškarca Melite Žganjer" kao električni tehničar (1998.)
- "Novogodišnja pljačka" kao putnik u tramvaju (1997.)
- "Čudnovate zgode šegrta Hlapića" kao ptica Štef (glas) (1997.)
- "Treća žena" kao Faktor (1997.)
- "Kositreno srce" (1994.)
- "Orao" kao mladić (1990.)
- "Diploma za smrt" kao Franc (1989.)
- "Za sreću je potrebno troje" kao krojač (1985.)
- "Neobični sako" kao činovnik (1984.)
- "S.P.U.K." kao sociolog (1983.)
- "Treći ključ" kao službenik s ključevima od stana (1983.)
- "Gospodsko dijete" (1983.)
- "Trojanski konj" kao policijski agent (1982.)
- "Vlakom prema jugu" kao Majstor Gumbek (1981.)
- "Dva sanduka dinamita" (1980.)
- "Obustava u strojnoj" (1980.)
- "Daj što daš" (1979.)
- "Trofej" kao putnik u vlaku (1978.)
- "Prijatelj Willie" (1978.)
- "Šljukine priče" (1978.)
- "Sova" (1978.)
- "Žive moći" (1978.)
- "Čuvar mrtvaca" (1978.)
- "Michelangelo Buonaroti" kao urotnik (1977.)
- "Ne naginji se van" kao džeparoš (1977.)
- "Kuća" kao Sekin prijatelj (1975.)
- "25 godina Vesele večeri" (1974.)
- "Divlji anđeli" kao Mali (1969.)
- "Agent iz Vaduza" (1968.)
- "Tri sata za ljubav" kao hippie (1968.)

## Spomen
- Festival kabareta Gumbekovi dani, u organizaciji Glumačke družine Histrion, nazvan je po njemu.[1]

## Vanjske poveznice
- Mladen Crnobrnja u internetskoj bazi filmova IMDb-u (engl.)
- Crnobrnja, Mladen, Hrvatski biografski leksikon